# Lenguas túrquicas

Número de hablantes nativos de la familia de las lenguas túrquicas.

Las lenguas túrquicas o túrcicas constituyen una familia de lenguas, estrechamente emparentadas, y habladas desde Turquía y Europa oriental hasta el Asia central. El miembro más conocido de dicha familia es el turco, el idioma oficial de Turquía. Debido a ciertos rasgos tipológicos (presencia de sinarmonía vocálica, orden de constituyentes, existencia de posposiciones, carácter aglutinante de la morfología) y basándose en un puñado de correspondencias léxicas se las ha considerado como una rama de la macrofamilia altaica, si bien hay que señalar que hoy día dicha clasificación no es aceptada por la mayoría de lingüistas.

## Lenguas de la familia y nomenclatura

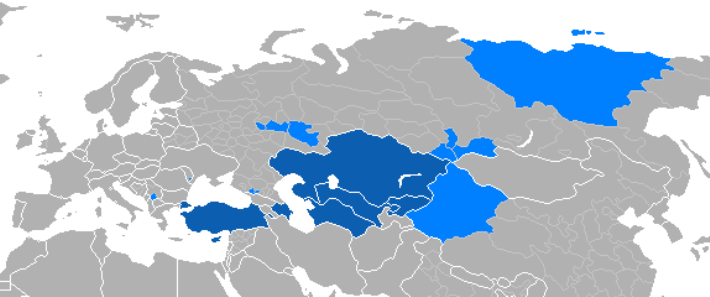
Países con un idioma túrquico oficial (azul oscuro) y regiones autónomas y territorios donde algún idioma túrcico se habla ampliamente (azul claro).

La división del continuo dialectal de las lenguas túrquicas es un problema complejo, ya que a veces es complicado decidir cuándo dos variantes son dialectos de la misma lengua o son lenguas diferentes. Otra complicación es que los hablantes de idiomas túrcicos han sido históricamente desplazados de unos lugares a otros por ejércitos invasores que han pasado por su territorio (hunos, mongoles, tártaros). Un breve ejemplo de un reciente desplazamiento dará indicación de las complicaciones que puede introducir esta movilidad humana en la clasificación genética de las lenguas:
El turkmeno es históricamente un dialecto del turcomano y de hecho, todavía a veces se lo considera así. Sin embargo, los turkmenos emigraron de Turkmenia al norte del Cáucaso (en Stávropol), donde entraron en contacto con el nogayo, lengua túrquica de un subgrupo diferente. Como resultado, el turkmeno ha perdido muchas de las características del turcomano y ha adquirido algunas del nogayo.
Un problema añadido está relacionado con la nomenclatura de los pueblos túrquicos, ya que un autónimo se transfiere de un pueblo a otro, de hablantes de un grupo túrquico a otro o sobrevive como autónomo entre pueblos túrquicos cuyas lenguas claramente pertenecen a grupos diferentes. El caso más notorio es el del tártaro, que en un tiempo sirvió para designar a todos los pueblos túrcicos, excepción hecha de los turcos otomanos. En tiempos recientes, con el desarrollo de nombres individuales para los varios subgrupos túrquicos, el término tártaro se ha restringido gradualmente, hasta el punto de limitarlo a los que antiguamente fueron llamados tártaros del Volga, es decir, el grupo étnico con su centro tradicional en Kazán. Además de ellos hay otros grupos étnicos que no tienen distintivo autónimo y retienen el término tártaro junto con un atributo añadido: por ejemplo, tártaro de Crimea, tártaro chulym (melet). El tártaro de Crimea y el tártaro chulym, a pesar de su nombre común, no están relacionados estrechamente entre sí, ni étnica ni lingüísticamente dentro de la rama túrquica.
Otro autónimo que ha experimentado transformaciones similares es el uigur. Hay dos grupos dentro de las lenguas túrcicas que llevan el nombre uigur: el karluk-uigur y el uigur-oguz, y sin embargo ninguno de los dos habla uigur. Algo similar ocurre con los términos kazajo y kirguís: el pueblo y la lengua que ahora se llaman kazajo fueron originalmente llamados kirguises, mientras que los ahora llamados kirguises fueron llamados kara-kirguiz.
El hogar túrquico original estaba cerca de China, en el Turquestán, siendo el Turquestán chino la parte oriental de esa región y que ahora se denomina Sinkiang. La parte septentrional del Turquestán chino, alrededor del río Ili, fue el foco del Imperio que hacia el 	s. VI d. C. comenzó su expansión occidental. Hasta entonces los pueblos túrquicos solo habían vivido en el occidente y el centro de Mongolia. Sus monumentos literarios más antiguos, escritos en estelas erigidas en el valle del río Orjón (afluente del río Selengá en la porción central-septentrional de Mongolia), proceden del siglo VIII. Esa zona es la cuna de casi todos los imperios nómadas y el corazón de la región altaica. Por eso esa parte oriental del Imperio tuvo una importancia política más importante que la occidental, aunque esta última fuera militar y económicamente más fuerte. Los túrquicos orientales han preservado la identidad nacional mientras que los occidentales fueron el enlace entre las civilizaciones de Oriente y Occidente.
Los túrquicos occidentales hicieron conquistas en el oeste y el sudoeste absorbiendo a las poblaciones iranias locales. Los tayikos que se hallan en Xinjiang occidental representan los elementos no asimilados en ese proceso. Esta expansión del Imperio en los siglos VI y VII fue el cenit en la difusión de los pueblos túrquicos por Asia, pero luego fueron desplazados por los mongoles bajo Gengis Kan en el siglo XII y más tarde por los rusos.
Al estudiar los idiomas túrquicos es importante tener en mente algo de la influencia cultural que ha modelado tales lenguas, siendo la principal el esparcimiento del islam: esta religión es la tradicional de la mayoría de hablantes de lenguas túrquicas, exceptuando algunas en el extremo occidental (gagauzos y chuvasios son en su mayor parte nominalmente cristianos) y los que están al este de la línea tradicional divisoria entre islam y no islam en Siberia, que es el río Irtysh. En términos geográficos esto significa que los pueblos túrquicos, desde los turcos en el oeste a los kazajos y kirguizes en el este, son musulmanes, con la única excepción de los karaím, que son de religión judía, tratándose del remanente que adoptó el judaísmo como religión oficial del Imperio Jazar. Al este de esa línea divisoria algunos de los pueblos túrquicos aceptaron el budismo de los mongoles, quienes a su vez lo recibieron del Tíbet; esto se aplica a los altáis, jakasios y especialmente tuvanos. Otro pueblos túrquicos de Siberia no fueron afectados por las innovaciones religiosas procedentes de Eurasia, reteniendo sus creencias chamánicas.
Esas divisiones religiosas se reflejan en la influencia lingüística: los pueblos islámicos tienen una fuerte influencia árabe y persa en términos de vocabulario, pero también fonología (asimilación de sonidos no hablados previamente en las lenguas túrcicas) y la sintaxis. La influencia persa se advierte en las lenguas túrquicas que coexisten con las lenguas iranias y sus dialectos, por ejemplo, en uzbeko y en dialectos iranios de Azerbaiyán. Las lenguas de los pueblos túrquicos budistas han estado sometidas a influencia léxica del mongol, tibetano, sánscrito y en un caso griego, trasmitido vía mongol, como es la palabra tuvana nom ('libro') que deriva de la griega nomos ('ley'). Los chuvasios han permanecido aislados de las corrientes que han afectado al cuerpo de idiomas túrcicos, teniendo más influencia de las lenguas urálicas, especialmente de la lengua mari.
Hoy en día se considera al idioma huno como parte de la familia de lenguas túrquicas a partir de diversas coincidencias obtenidas al comparar los pocos sustantivos que se conocen de este idioma y el turco.

### Número de hablantes
Las lenguas túrquicas son habladas por más de 200 millones de personas, de los cuales 84 millones corresponden al Idioma turco.
| Idioma                  | Localización                                                                                    | Rama Grupo              |
| ----------------------- | ----------------------------------------------------------------------------------------------- | ----------------------- |
| Turco                   | Turquía: (70 000 000) Unión Europea:(~6 000 000) Total: 75-88 millones                          | Oghuz occidental        |
| Gagauz                  | Moldavia:(167 000) Ucrania: (44 000) Total: 300 000                                             | Oghuz occidental        |
| Azerí                   | Irán: (20 000 000) Azerbaiyán:(9 600 000) Total: 30-35 millones                                 | Oghuz occidental        |
| Turcomano               | Turkmenistán:(3 700 000) Afganistán:(1 100 000) Irán: (700 000) Total: 6,7M                     | Oghuz oriental          |
| Jorasán                 | Irán: (1 000 000)                                                                               | Oghuz oriental          |
| Afshar, Qashqai y otros | Irán - Afganistán (1 300 000)                                                                   | Oghuz meridional        |
| Kazajo                  | Kazakastán(12 00 000) China:(1 200 000) Uzbekistán:(900 000) Rusia:(700 000) Total: 18 millones | Kipchak meridional      |
| Karakalpak              | Uzbekistán:(600 000)                                                                            | Kipchak meridional      |
| Nogai                   | Rusia:(87 000)                                                                                  | Kipchak meridional      |
| Kirguís                 | Kirgizistán:(4 000 000) Uzbekistán:(170 000) China:(200 000) Total: 4,5 millones                | Kipchak meridional      |
| Tártaro                 | Rusia:(5.300.000) Uzbekistán:(460.000) Kazajistán:(200.000) Total: 6.2 millones                 | Kipchak septentrional   |
| Bashkir                 | Rusia (1.500.000)                                                                               | Kipchak septentrional   |
| Kumyk                   | Rusia (450.000)                                                                                 | Kipchak occidental      |
| Karachay- Balkar        | Rusia (350.000)                                                                                 | Kipchak occidental      |
| Tártaro de Crimea       | Crimea:(240.000) Uzbekistán:(230.000)                                                           | Kipchak occidental      |
| Karaim                  | Lituania, Ucrania, Rumania, Bulgaria; 100                                                       | Kipchak occidental      |
| Uzbeko                  | Uzbekistán (27.500.000) Afganistán: (3.600.000)                                                 | Karluk occidental       |
| Uigur                   | China (12.500.000)                                                                              | Uigur oriental          |
| Uigur amarillo          | China 4100                                                                                      | Uigur oriental          |
| Salar                   | China (87.000)                                                                                  | Oghuz oriental          |
| Yakuto                  | Rusia (450.000)                                                                                 | Siberiano septentrional |
| Dolgan                  | Rusia (5.700)                                                                                   | Siberiano septentrional |
| Tuvano                  | Rusia (280.000) Mongolia (25.000)                                                               | Siberiano meridional    |
| Tofa                    | Karagas (Rusia) 300                                                                             | Siberiano meridional    |
| Altái                   | Rusia 60 000                                                                                    | Siberiano meridional    |
| Jakás                   | Rusia 62 000                                                                                    | Siberiano meridional    |
| Shor                    | Rusia 10 0000                                                                                   | Siberiano meridional    |
| Khalaj                  | Irán 28 0000                                                                                    | Arghu                   |
| Chuvasio                | Rusia 1 400 000                                                                                 | Volga-bolgar            |

## Clasificación
La rama túrquica contiene un gran número de lenguas habladas desde los Balcanes pasando por Asia Central hasta regiones de China y Siberia. Los registros más antiguos escritos en lengua túrquica proceden de comienzos del 	s. VIII d. C. y están escritos en la denominada escritura Orkhon. 

### Clasificación interna

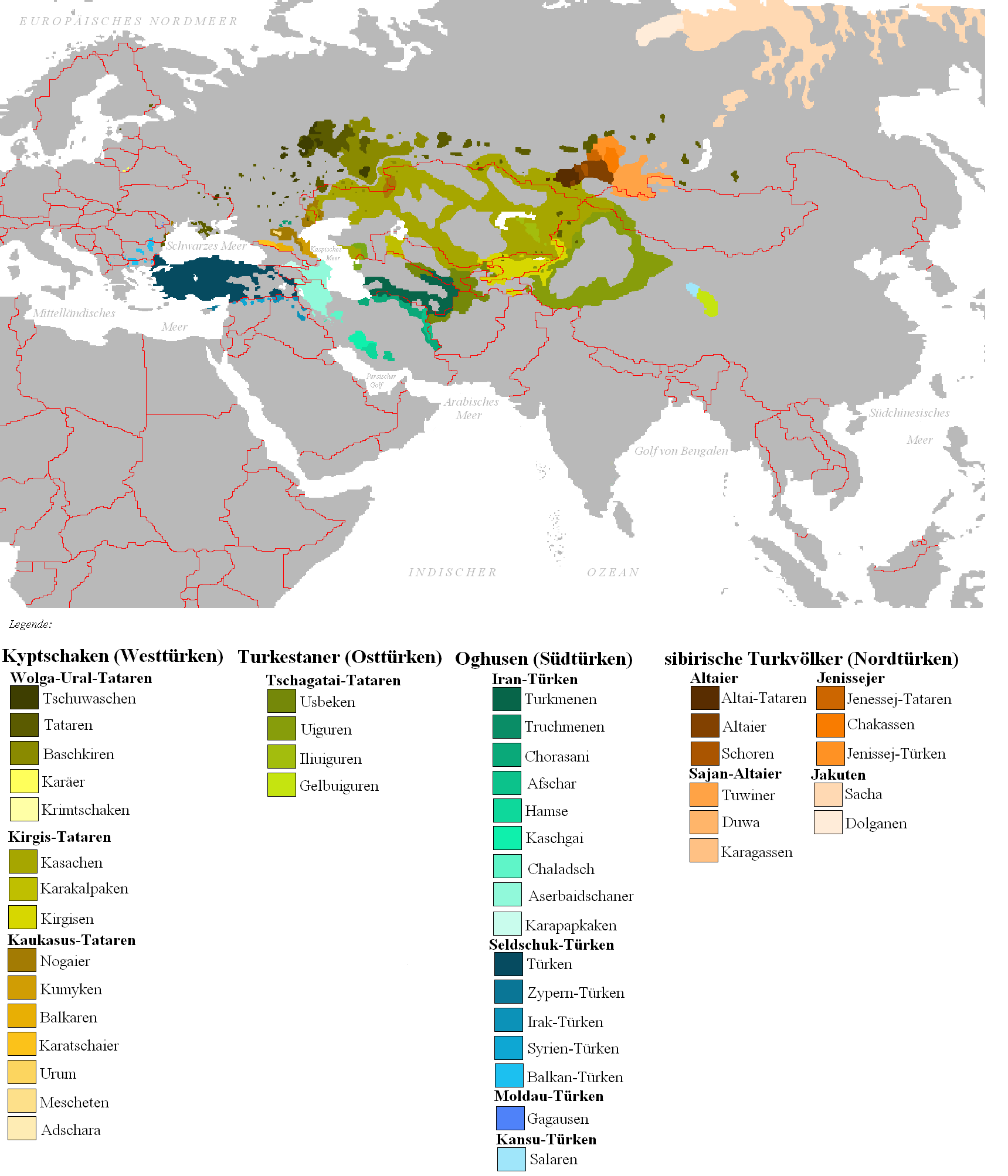
Clasificación interna de las lenguas túrquicas.

La clasificación interna de las lenguas túrquicas es un asunto extremadamente complejo. En general, estas lenguas son cercanas las unas a las otras y forman un complejo dialectal en el que las variantes lingüísticas son muchas veces mutuamente inteligibles, decayendo esa inteligibilidad a medida que hay separación geográfica. Solo dos idiomas túrcicos no cuadran con ese caso: el chuvasio, que es la lengua túrquica más divergente, y el yakuto (incluyendo el dolgan, que es considerado una lengua separada), que se separó hace tiempo del cuerpo túrquico principal y ha recibido considerable influencia tungús.
Las lenguas y dialectos de la rama túrquica son los siguientes:
- BolGar o BulGar, formada por el idioma chuvasio, hablado en la República de Chuvasia al este de Moscú, en el río Volga. Esta lengua es muy diferente de las otras lenguas túrcicas y según algunos eruditos pudo formar una rama separada del prototúrquico antes de los demás grupos túrquicos.
- Lenguas túrquicas comunes:
  1. Oriental, en el que estaría el uzbeko (hablado en Uzbekistán principalmente y también en China) y el uigur (hablado en China principalmente y en partes de la antigua Unión Soviética).
  2. Septentrional, en el que se halla la lengua altái (hablada en la Región Autónoma de Gorno-Altái), tuvana (en la Región Autónoma Tuvin de la Federación Rusa) y el yakuto (en la Región Autónoma Yakutia de la Federación Rusa, sobre el río Lena).
  3. Meridional, cuyo miembro más prominente sería el turco u osmanli (con 50 millones de hablantes, de los cuales 46 millones viven en Turquía), azerí, con hablantes en Irán, Azerbaiyán, Irak, Turquía y Siria, tártaro de Crimea, con hablantes en Uzbekistán, salar, hablado en las provincias chinas de Qinghai, Gansu y Sinkiang; gagauz, hablado en Moldavia, con algunos hablantes en Ucrania y Kazajistán y turcomano, hablado en Turkmenistán y Afganistán.
  4. Occidental, que incluye la lengua karachai-balkar en la República de Karacháyevo-Cherkesia de la Federación Rusa; kumiko, al sur de la República Autónoma de Daguestán; bashkirio, en la República de Bashkortostán en la Federación Rusa; karakalpako, en la República Autónoma de Karakalpakia en Uzbekistán, a lo largo del Amu Daria y en la parte meridional del mar de Aral; kazajo, hablado en Kazajistán, y kirguís, hablado principalmente en Kirguistán y también en China.

Las lenguas túrcicas son muy similares entre sí y hay un alto nivel de inteligibilidad entre ellas.

### Subgrupos principales
Las lenguas túrquicas se clasifican usualmente en dos ramas (Johanson 1998):
1. Lenguas túrquicas comunes:
  - Rama suroccidental (túrquico oghuz)
  - Rama noroccidental (túrquico kipchak-cumano)
  - Rama suroriental (túrquico uigur)
  - Rama nororiental (túrquico siberiano)
  - Túrquico arghu (khalaj)
2. Rama oghúrica (túrquico oghur)

La siguiente tabla basada en el mismo autor muestra la localización de cada grupo y las lenguas que forman parte de cada uno
| Proto-Túrquico | Lenguas túrquicas comunes | Túrquico suroccidental (Oghuz)   |                                               |                                               | - Pechenego (extinto) |
| Proto-Túrquico | Lenguas túrquicas comunes | Túrquico suroccidental (Oghuz)   | Oghuz occidental                              | Oghuz occidental                              | - Turco otomano (extinto), Turco moderno - Gagauz - Azerí - Gagauz balcánico                                                        |
| Proto-Túrquico | Lenguas túrquicas comunes | Túrquico suroccidental (Oghuz)   | Oghuz oriental                                | Oghuz oriental                                | - Turcomano (turkmeno) - Turco de Khorasán                                                                                          |
| Proto-Túrquico | Lenguas túrquicas comunes | Túrquico suroccidental (Oghuz)   | Oghuz meridional                              | Oghuz meridional                              | - Afshar - Dialectos iraníes como el Kashgai, Sonqori, Aynallu, etc.                                                                |
| Proto-Túrquico | Lenguas túrquicas comunes | (Arghu)                          |                                               |                                               | - Khalaj (agrupado con el oghuz en Ethnologue)                                                                                      |
| Proto-Túrquico | Lenguas túrquicas comunes | Túrquico noroccidental (Kipchak) |                                               |                                               | - Kipchak (extinto) |
| Proto-Túrquico | Lenguas túrquicas comunes | Túrquico noroccidental (Kipchak) | Kipchak occidental                            | Kipchak occidental                            | - Kumuko - Karachái-Bálkaro - Tártaro de Crimea, Urum - Krymchak - Cumano (extinto) - Karaim                                        |
| Proto-Túrquico | Lenguas túrquicas comunes | Túrquico noroccidental (Kipchak) | Kipchak septentrional (Túrquico Volga–Urales) | Kipchak septentrional (Túrquico Volga–Urales) | - Tártaro de Kazán - Mishar - Bashkir - Tártaro de Siberia occidental                                                               |
| Proto-Túrquico | Lenguas túrquicas comunes | Túrquico noroccidental (Kipchak) | Kipchak meridional (Aral-Caspio)              | Kipchak meridional (Aral-Caspio)              | - Kazajo - Karakalpako - Kirguís - Kipchak de Uzbekistán (Kipchak de Fergana) (extinto) - Nogai                                     |
| Proto-Túrquico | Lenguas túrquicas comunes | Túrquico suroriental (Uigúrico)  | Occidental                                    | Occidental                                    | - Uzbeko |
| Proto-Túrquico | Lenguas túrquicas comunes | Túrquico suroriental (Uigúrico)  | Oriental                                      | Oriental                                      | - Uigur - Taranchi - Yugur occidental (Uigur amarillo) - Salar - Antiguo túrquico (extinto) - Chagatai (extinto) - Aini - Ili turki |
| Proto-Túrquico | Lenguas túrquicas comunes | Túrquico nororiental (Siberiano) | Siberiano septentrional                       | Siberiano septentrional                       | - Sakha (Yakutio) - Dolgan |
| Proto-Túrquico | Lenguas túrquicas comunes | Túrquico nororiental (Siberiano) | Siberiano meridional                          | Túrquico de Sayan                             | - Tuvano (Soyot, Uriankhai) - Tofa                                                                                                  |
| Proto-Túrquico | Lenguas túrquicas comunes | Túrquico nororiental (Siberiano) | Siberiano meridional                          | Túrquico del Yenisei                          | - Jakasio (khakas) - Fuyü Gïrgïs - Shor (Saghay Qaca, Qizil)                                                                        |
| Proto-Túrquico | Lenguas túrquicas comunes | Túrquico nororiental (Siberiano) | Siberiano meridional                          | Túrquico de Chulym                            | - Chulym (Küerik) |
| Proto-Túrquico | Lenguas túrquicas comunes | Túrquico nororiental (Siberiano) | Siberiano meridional                          | Túrquico de Altái                             | - Altái Oirot y dialectos como el Tuba, el Qumanda, el Qu, el Teleut, el Telengit                                                   |
| Proto-Túrquico | Oghur                     | Oghur                            |                                               |                                               | - Chuvasio - Jázaro (extinto) - Túrquico avárico (extinto) - Bulgar (extinto) - Huno (extinto)                                      |

### Relación con otras lenguas
En el pasado se ha considerado que las lenguas túrquicas forman parte de la macrofamilia altaica que integraría también a las lenguas tunguso-manchúes y a las lenguas mongólicas. Sin embargo, numerosos autores han planteado dudas sobre la validez filogenética de dicha agrupación, que actualmente es rechazada por la mayoría de lingüistas.

## Descripción lingüística

### Fonología y escritura
La escritura árabe se usa para el uigur, kazako y el kirguiz. No hay escritura en China para el salar o yugur, usándose la escritura china para propósitos administrativos y educativos. El uzbeko y el tártaro fueron escritos en China en árabe pero no hay publicaciones de esas lenguas en esa nación. La instrucción en las escuelas es en uigur y kazako que son usados ampliamente por los uzbekos y los tártaros.

### Gramática
Las lenguas túrquicas comparten una serie de características comunes: 
1. Son lenguas aglutinantes, con una estructura compuesta por la raíz más los afijos. Las raíces son extraordinariamente estables en toda la gama de lenguas y en largos períodos de tiempo.
2. Existe armonía vocálica que consiste en la correspondencia entre vocales frontales y posteriores en unidades lingüísticas.
3. No existe el género gramatical
4. El adjetivo precede al nombre que determina y el adverbio siempre precede al predicado. Son lenguas de núcleo final (regens post rectum).
5. Se prefiere la postposición a la preposición.
6. El verbo usualmente está al final.
7. No existen los artículos.

El verbo se construye sobre un juego de raíces (presente, futuro, aoristo, condicional, necesitativo, subjuntivo y dos tiempos pasados) a lo que debe añadirse una serie de afijos que marcan las distinciones de modo o tiempo para formar formas finitas. El turco distingue entre un pasado evidencial, usado cuando el hablante testifica de un suceso de común conocimiento, de un pasado inferencial, cuando el suceso del que se habla es de conocimiento del hablante.

### Comparación léxica
Los numerales reconstruidos para diferentes ramas túrquicas son:
| GLOSA | PROTO- OGHUZ   | PROTO- KYPCHAK | PROTO- SIBERIANO | PROTO- UIGUR  | Khalaj (ARGHU) | Chuvasio (OGHUR) | PROTO- TÚRQUICO |
| ----- | -------------- | -------------- | ---------------- | ------------- | -------------- | ---------------- | --------------- |
| '1'   | *bi(ː)r        | *bir           | *bīr             | *bir          | biː            | pʲɘrʲːe          | *bīr            |
| '2'   | *ik(k)i        | *ẹki           | *ẹkki            | *ẹkki         | ækki           | ikʲːɘ            | *ẹk(k)i         |
| '3'   | *yʧ *üč        | *yʧ *üč        | *yʧ *üč          | *yʧ *üč       | yʃ             | viɕʲːɘ           | *üč             |
| '4'   | *dørt *dört    | *dørt *dört    | *dørt *dört      | *dørt *dört   | tœːɾt          | təvatːə          | *tȫrt           |
| '5'   | *beʃ *beš      | *beʃ *beš      | *beʃ *beš        | *beʃ *beš     | beːʃ           | pʲilʲːɘkʲ        | *bẹ̄ĺ(k)         |
| '6'   | *altɯ *altı    | *ɑltɯ *altı    | *ɑltɯ *altı      | *ɑltɯ *altı   | alta           | ultːə            | *altı           |
| '7'   | *jeddi *yeddi  | *ʤetti *jetti  | *ʤẹtti *jẹtti    | *jẹtti *yeddi | jeːtti         | ɕʲiʨʲːɘ          | *yẹt(t)i        |
| '8'   | *sekkiz *segiz | *segiz         | *segiz           | *sekkiz       | sækkiz         | sakːər           | *sekiŕ          |
| '9'   | *toqquz        | *toʁuz *toɣuz  | *toɣuz           | *toqquz       | toqquz         | təxːər           | *tokuŕ          |
| '10'  | *on            | *on            | *on              | *on           | oːn            | vunːə            | *ōn             |